# Albert Schuler
Albert Schuler (* 24. Februar 1928; † 25. Dezember 2024) war ein deutscher Kommunalpolitiker.

## Leben
Schuler wuchs in Walddorf auf. 1952 kam er nach Reutlingen und wurde dort Stadtinspektor im Liegenschaftsamt. Bereits zwei Jahre später wurde er Leiter der Abteilung Kultur und Sportpflege beim Hauptamt. Später übernahm er bis 1978 die Leitung des dann eigenständigen Schul-, Kultur- und Sportamtes der Stadt Reutlingen.
Von 1978 bis 1992 führte Schuler als Bürgermeister (Beigeordneter) das Verwaltungsdezernat. 1984 wurde er als Nachfolger von Karl Guhl zusätzlich zum Ersten Bürgermeister und Stellvertreter des Oberbürgermeisters Manfred Oechsle ernannt. 1992 trat er in den Ruhestand ein. Als Erster Bürgermeister und Stellvertreter des Oberbürgermeisters folgte ihm Rainer Hahn nach. 1992 wurde Schuler die Bürgermedaille der Stadt Reutlingen in Gold verliehen. Noch bis 2017 war er Vorsitzender der Oskar-Kalbfell-Stiftung. Schuler war Mitglied der Freien Wähler.